# Turnaround
Turnaround (englisch turn around, „umdrehen“) ist ein allgemeiner Anglizismus für einen Umschwung, eine Umkehr oder eine Wende, meist tendenziell zum Positiven.

## Allgemeines
Im angelsächsischen Sprachgebrauch kennzeichnet der Turnaround die Veränderung von einem Status quo in eine gegenteilige Situation. Ein Turnaround wird erforderlich, wenn der Erfolg unter ein akzeptierbares Niveau absinkt. Vor allem in der Wirtschaft beschreibt er die Überwindung einer Krise, den Wendepunkt in einer Kurve oder eine Trendumkehr in der Konjunktur, beim Börsenindex, bei Finanzkennzahlen, Fundamentaldaten, volkswirtschaftlichen oder betriebswirtschaftlichen Kennzahlen oder bei Unternehmensdaten. Im allgemeineren Sinn wird eine grundlegende Verbesserung der Unternehmensdaten als Turnaround bezeichnet, speziell ist er die Rückkehr eines Unternehmens in die Gewinnzone, das zuvor Verluste ausgewiesen hatte. Der Turnaround spielt deshalb eine Rolle in der Fundamental- und Chartanalyse. Die von einer Krise betroffenen Wirtschaftssubjekte (Unternehmen, sonstige Personenvereinigungen oder ein Staat mit seinen Untergliederungen) sollen durch bestimmte Maßnahmen aus der krisenhaften Situation herausgeführt werden.

## Beispiele
Folgt beispielsweise einer anhaltenden Rezession in einer Volkswirtschaft ein länger dauernder Aufschwung, handelt es sich um einen Turnaround. Kommt ein Unternehmen aus der Verlustzone, überschreitet die Gewinnschwelle und erwirtschaftet schließlich einen Gewinn, liegt ebenfalls ein Turnaround vor. Im Aktienhandel ist die Turnaround-Situation eine Gelegenheit zum Aktienkauf an der Börse, weil sich eine Verbesserung der Ertragslage eines Unternehmens oder Wirtschaftszweigs abzuzeichnen scheint.

## Turnaround-Management
Wirtschaftliche Maßnahmen, die einen Turnaround zum Ziel haben, werden vom Turnaround-Management veranlasst und umfassen wirtschaftlich Desinvestitionen, Konsolidierung, Kostensenkung, Restrukturierung, Sanierung, Schuldenerlass oder Umschuldung. Organisatorisch kann eine Schwachstellenanalyse zur Aufdeckung von Schwachstellen, eine Personalfreisetzung (bis hin zur Massenentlassung) oder eine Veränderung der Aufbau- und Ablauforganisation zum Turnaround führen. Gelingen die ergriffenen Maßnahmen nicht, kommt es zur Insolvenz. Organisatorisch kann das Turnaround-Management innerhalb des Krisenmanagements angesiedelt werden.
Je später gegengesteuert wird, umso schwerer gestaltet es sich, das Unternehmen auf den Erfolgspfad zurückzuführen.

## Andere Fachgebiete
In der Prozessindustrie bezeichnet Turnaround das Management von Instandhaltungs- und Wartungsmaßnahmen beim Betrieb von ununterbrochen arbeitenden Großanlagen. Hier wird bei Inspektionen oder Reparaturen der Zeitraum zwischen der Abschaltung (Herunterfahren) und Wiederinbetriebnahme als Turnaround bezeichnet. In der Luftfahrt ist der Turnaround (Umdrehzeit) der Zeitraum, an dem sich ein Flugzeug am Boden befindet (Boden-Turnaround) sowie die in dieser Zeit stattfindenden Abfertigungstätigkeiten wie Reinigungsarbeiten, Betankung, Be- und Entladung, Catering und Pushback.